# ADAC Procar Series
ADAC Procar Series é uma categoria de competição automobilística organizada pela ADAC.

## Campeões
| Ano  | Champeão            | Carro                 | Equipe                   |
| ---- | ------------------- | --------------------- | ------------------------ |
| 1995 | Mario Hebler        | Renault Clio Williams | Arkenau Motorsport       |
| 1996 | Jürgen Hohenester   | Volkswagen Golf GTI   | Hohenester Motorsport    |
| 1997 | Jürgen Hohenester   | Volkswagen Golf GTI   | Hohenester Motorsport    |
| 1998 | Thomas Winkelhock   | BMW 320i              | Brinkmann Motorsport     |
| 1999 | Jürgen Hohenester   | Volkswagen Golf GTI   | Hohenester Motorsport    |
| 2000 | Franz Engstler      | BMW 320i              | Bertrand Schäfer Racing  |
| 2001 | Markus Gedlich      | BMW 320i              | Schubert Motors          |
| 2002 | Thomas Klenke       | Ford Focus            | Hotfiel Sport            |
| 2003 | Claudia Hürtgen     | BMW 320i              | Schubert Motors          |
| 2004 | Claudia Hürtgen     | BMW 320i              | Schubert Motors          |
| 2005 | Mathias Schläppi    | MG ZS                 | Maurer Motorsport        |
| 2006 | Vincent Radermecker | Chevrolet Lacetti     | Maurer Motorsport        |
| 2007 | Franz Engstler      | BMW 320i              | Engstler Motorsport      |
| 2008 | Philip Geipel       | Toyota Auris          | TFS Yaco Racing          |
| 2009 | Remo Friberg        | BMW 320i              | Liqui Moly Team Engstler |
| 2010 | Roland Hertner      | BMW 320si             | Liqui Moly Team Engstler |
| 2011 | Johannes Leidinger  | BMW 320si E90         | Liqui Moly Team Engstler |
| 2012 | Jens Guido Weimann  | BMW 320si E90         | Thate Motorsport         |
| 2013 | Jens Guido Weimann  | BMW 320si E90         | Thate Motorsport         |